# Edificio Chacel
El Edificio Chacel es un edificio ecléctico está situado en la Plaza de España, Ensanche Modernista de la ciudad española de Melilla que forma parte del Conjunto Histórico Artístico de la Ciudad de Melilla, un Bien de Interés Cultural.

## Historia
Fue construido entre finales entre del 2002 y septiembre de 2003 por Jarquil, según dirección de Javier Caffarena cómo jefe de obras y proyecto de Karim El Hammouti Gandouzi sobre el derribado Hotel España.

## Descripción
Consta de planta baja, tres plantas sobre esta y una última retranqueada. Está construido con una estructura de hormigón armado y paredes de ladrillo tocho. Sus fachadas son sobrias, de vanos enmarcados. Su bajos son arcos rebajados, mientras las plantas altas cuentan con ventanas bíforas adinteladas, formando un bloque las de las dos primeras plantas y terminando en una gran cornisa. En su chaflán se sitúa un mirador en las dos primeras plantas, ontando con una cúpula con forma de piña con escamas y azul cómo coronación en el retranqueado.